# Lucas Hergott
Lucas Hergott, né le 26 décembre 1997 à Décines-Charpieu en France, est un joueur français de basket-ball. Il évolue au poste d'arrière.

## Biographie
Victime d'une rupture des ligaments croisés en septembre 2020, il ne participe pas à la saison 2020-2021 de Pro B.
Le 24 juin 2021, il signe un contrat d'un an avec l'ADA Blois.

## Palmarès
- Champion de France de Pro B en 2024
- 3e du championnat d'Europe -20 ans 2017